# Championnat de Maurice de football 1997-1998
Navigation
Saison précédente Saison suivante
La saison 1997-1998 de Barclays League est la cinquante-sixième édition de la première division mauricienne. Les huit meilleures équipes du pays s'affrontent en matchs simple au sein d'une poule unique. À la fin du championnat, le dernier du classement doit disputer un barrage contre le deuxième de D2 pour la dernière place en D1. Les quatre premiers s'affrontent pour le titre de champion.
C'est le club de Scouts Club (Port-Louis) qui a été sacré champion de Maurice pour la première fois de son histoire sous ce nom, la deuxième en comptant le titre de 1976 avec les Muslim Scouts Club (Port Louis) [son prédécesseur]. Il devance d'un but le Sunrise Flacq United, le tenant du titre, avec le même nombre de points.
Scouts Club (Port-Louis) se qualifie pour la Ligue des champions de la CAF 1999.

## Les équipes participantes
| - Fire Brigade SC - Scouts Club - Sunrise Flacq United - Roche-Bois Boy Scouts | - Cadets Club - Maurice Espoir (les moins de 21 ans) - Police Club - Faucon Noir |

## Classement

### Phase régulière
Le classement est établi sur le barème de points classique (victoire à 2 points, match nul à 1, défaite à 0).
| Rang | Équipe                   | Pts | J  | G | N | P | Bp | Bc | Diff |
| ---- | ------------------------ | --- | -- | - | - | - | -- | -- | ---- |
| 1    | Scouts Club              | 28  | 14 |   |   |   |    |    |      |
| 2    | Fire Brigade SC          | 21  | 14 |   |   |   |    |    |      |
| 3    | Sunrise Flacq United (T) | 20  | 14 |   |   |   |    |    |      |
| 4    | RBBS/St.Martin           | 16  | 14 |   |   |   |    |    |      |
| 5    | Cadets Club              | 14  | 14 |   |   |   |    |    |      |
| 6    | Maurice Espoir           | 14  | 14 |   |   |   |    |    |      |
| 7    | Police Club              | 12  | 14 |   |   |   |    |    |      |
| 8    | Faucon SC                | 7   | 14 |   |   |   |    |    |      |

| Légende : Qualifications et relégations | Légende : Qualifications et relégations                                        |
| --------------------------------------- | ------------------------------------------------------------------------------ |
|                                         | Qualifié pour la Super League                                                  |
|                                         | Dispute le barrage pour la relégation                                          |
|                                         | (T) : Tenant du titre (C) : Vainqueur de la Coupe de Maurice (P) : Promu de D2 |

### Super League
Le classement est établi sur le barème de points classique (victoire à 2 points, match nul à 1, défaite à 0).
| Rang | Équipe                      | Pts | J | G | N | P | Bp | Bc | Diff |
| ---- | --------------------------- | --- | - | - | - | - | -- | -- | ---- |
| 1    | Scouts Club                 | 7   | 3 | 2 | 1 | 0 | 8  | 2  | +6   |
| 2    | Sunrise Flacq United (T)    | 7   | 3 | 2 | 1 | 0 | 7  | 2  | +5   |
| 3    | RBBS/St.Martin (Roche-Bois) | 3   | 3 | 1 | 0 | 2 | 3  | 5  | -2   |
| 4    | Fire Brigade SC (C)         | 0   | 3 | 0 | 0 | 3 | 1  | 10 | -9   |

| Légende : Qualifications et relégations | Légende : Qualifications et relégations                                        |
| --------------------------------------- | ------------------------------------------------------------------------------ |
|                                         | Qualification pour la Ligue des champions de la CAF 1999                       |
|                                         | Qualification pour la Coupe d'Afrique des vainqueurs de coupe de football 1999 |
|                                         | Relégué en deuxième division                                                   |
|                                         | (T) : Tenant du titre (C) : Vainqueur de la Coupe de Maurice (P) : Promu de D2 |

### Barrage pour la relégation
Le dernier de première division (Faucon Flacq SC) affronte le deuxième de D2 (Young Eagles) pour une place en D1 : 
- Match aller [13 juin 1998]
  - Young Eagles 1-3 Faucon Flacq SC

- Match retour [20 juin 1998]
  - Faucon Flacq SC 2-1 Young Eagles

Faucon Flacq SC reste en première division, Young Eagles reste en deuxième division.

## Bilan de la saison
| Championnat de Maurice de football 1997-1998             |                          |
| Champion                                                 | Scouts Club (1er titre)  |
| Coupes et trophées                                       |                          |
| Vainqueur de la Coupe de Maurice 1997-1998               | Fire Brigade SC          |
| Qualifications continentales                             |                          |
| Ligue des champions de la CAF 1999                       | Scouts Club              |
| Coupe d'Afrique des vainqueurs de coupe de football 1999 | Fire Brigade SC          |
| Promotions et relégations                                |                          |
| Promus en Barclays League                                | US Beau-Bassin/Rose Hill |
| Relégués en First League                                 | Aucun                    |